# أوزفالدو مورينو
أوزفالدو مورينو (بالإسبانية: Osvaldo Moreno)‏ هو لاعب كرة قدم ومدرب كرة قدم باراغواياني، ولد في 4 يونيو 1981. لعب مع Club Aurora ‏.

## وصلات خارجية
- أوزفالدو مورينو على موقع قاعدة بيانات كرة القدم.إي يو (الإنجليزية)
- أوزفالدو مورينو على موقع Soccerway.com (الإنجليزية)